# ヴィザル・エルン・キャルタンソン
ヴィザル・エルン・キャルタンソン（アイスランド語: Viðar Örn Kjartansson、1990年3月11日 - ）は、アイスランドのサッカー選手。アイスランド代表。ポジションはFW。

## クラブ歴
2006年に16歳でUMFセールフォスのトップチームデビューを果たした。2009年にÍBヴェストマンナエイヤに移籍するも翌年セールフォスに復帰した。
2013年にÍFフィルキルに加入すると得点を量産し、同年末にエリテセリエンのヴォレレンガ・フォトバルに移籍。2014年4月6日に行われたFKボデ/グリムト戦でノルウェー初得点をあげた。1年で29試合25得点の結果を残した。
2015年1月22日に中国サッカー・スーパーリーグの江蘇舜天に移籍。350万ユーロの契約で加入した彼は3月7日に行われた第1節の上海上港集団戦で中国デビューすると初得点も記録したが、試合は2-1で敗れた。中国FAカップでは4得点をあげてクラブ史上初めてのこのタイトルを齎した。
2016年1月27日にアルスヴェンスカンのマルメFFに移籍。同年8月30日にイスラエル・プレミアリーグのマッカビ・テルアビブFCに4年契約で移籍。
2018年8月31日、FCロストフに4年契約で移籍。
2019年3月18日、アルスヴェンスカンのハンマルビーIFに5ヶ月の期限付き移籍をした。
2020年8月28日、ヴォレレンガに復帰した。
2022年8月1日、アトロミトスFCに2年契約で移籍した。

## 代表歴
2014年5月30日に行われたオーストリア代表との親善試合で代表初出場、2016年1月16日に行われたアラブ首長国連邦代表戦で代表初得点を記録した。
2018年10月に一度代表引退を発表したが、2019年3月に引退を撤回し、代表に復帰した。

## 個人成績
代表での得点一覧
| #  | 日附           | 場所                                         | 対戦相手         | 得点 | 結果 | 大会                          |
| -- | -------------- | -------------------------------------------- | ---------------- | ---- | ---- | ----------------------------- |
| 1. | 2016年1月16日  | ムハンマド・ビン・ザーイド・スタジアム       | アラブ首長国連邦 | 1–0  | 1–2  | 親善試合                      |
| 2. | 2017年11月14日 | アブドゥッラー・ビン・ハリーファ・スタジアム | カタール         | 1–0  | 1–1  | 親善試合                      |
| 3. | 2019年3月22日  | エスタディ・ナシオナル                       | アンドラ         | 2–0  | 2–0  | UEFA EURO 2020予選            |
| 4. | 2020年11月15日 | パルケン・スタディオン                       | デンマーク       | 1–1  | 1–2  | UEFAネーションズリーグ2020-21 |

## タイトル

### クラブ
江蘇舜天
- 中国FAカップ: 2015

マルメFF
- アルスヴェンスカン: 2016

マッカビ・テルアビブ
- グヴィア・ハトト: 2017-18[9]

### 個人
- ウルヴァルステイルト得点王: 2013
- エリテセリエン得点王: 2014
- イスラエル・プレミアリーグ得点王: 2016-17
- ONE紙週間最優秀選手: 2018年1月[10]